# Chèvre du Toggenbourg
Pour les articles homonymes, voir Toggenburg.
La chèvre du Toggenbourg vient à l'origine du canton de Saint-Gall (Suisse) et plus précisément de la région du Toggenbourg. Elle porte le nom de toggenburger en allemand ou le diminutif de toggs.

## Origine
Elle est issue d'une population locale établie de longue date, au moins les années 1600, dans le canton de Saint-Gall. Elle est surtout présente dans le centre et l'est du pays et doit son nom au district de Toggenburg. Elle représente environ 17 % du cheptel de chèvres total suisse. L'effectif est stable depuis plus de vingt ans, oscillant entre 4 000 et 5 000 individus. C'est la race de chèvre ayant le plus ancien registre généalogique au monde : il a été ouvert en 1880.
Cette race a été introduite dans de nombreux pays, en particulier en Amérique du Nord où elle fait partie des races communes. Aux États-Unis, elle est présente depuis le début du XVIIe siècle et comte entre 2 000 et 3 000 individus depuis 1990.

## Caractéristiques

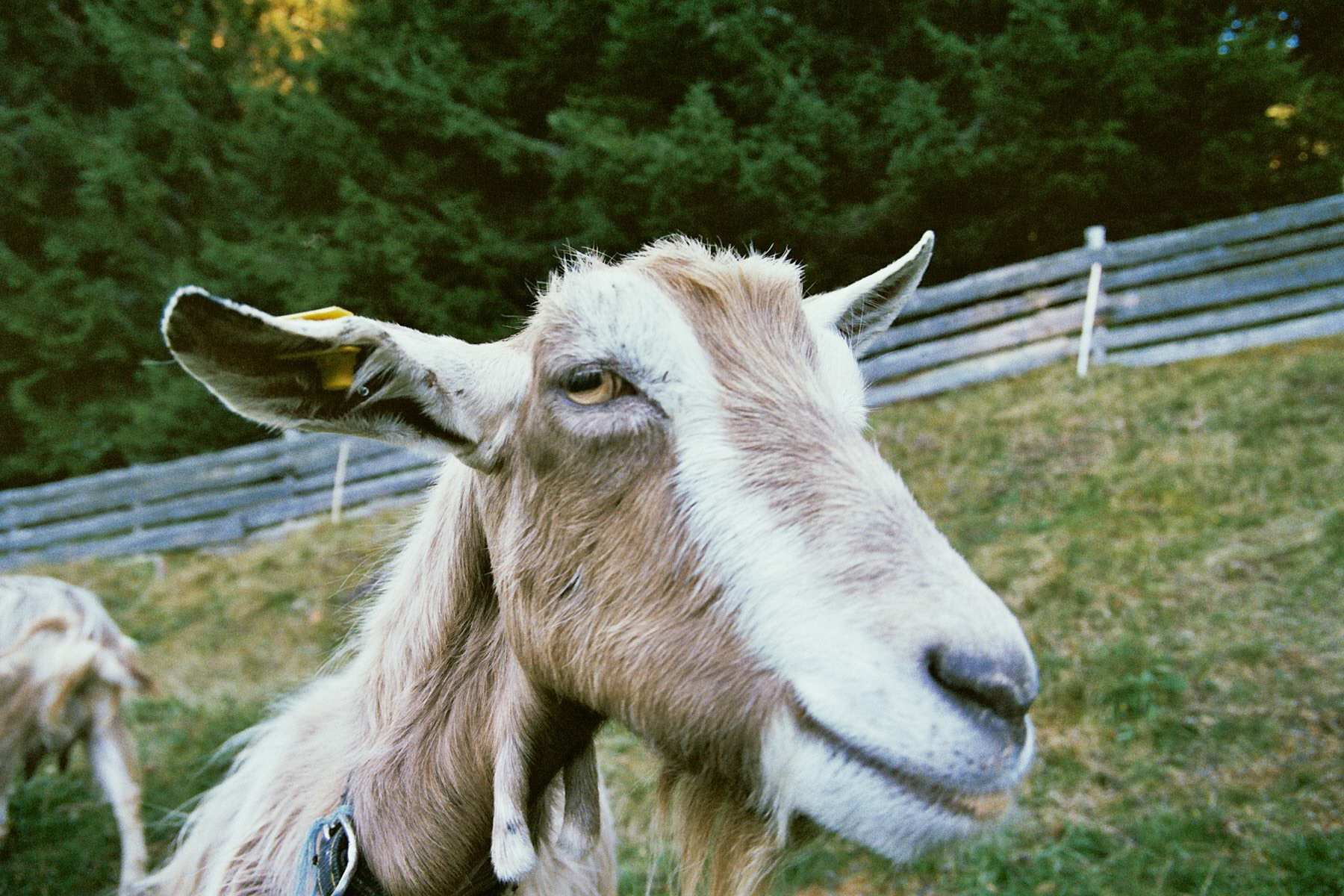
Tête caractéristique.

Elle est le plus souvent non-cornue. Sa robe varie d'un brun clair à un gris souris avec des marques blanches à la tête, au quartier arrière et au bas de ses pattes. Le pelage est hétérogène, court à long. Souvent les poils longs, plus clairs, sont répartis sur le dos et les cuisses.
La hauteur au garrot : va de 80 cm chez les mâles à 75 cm chez les femelles. La masse fluctue entre 65 kg chez les mâles et 45 kg chez les femelles.

## Aptitudes

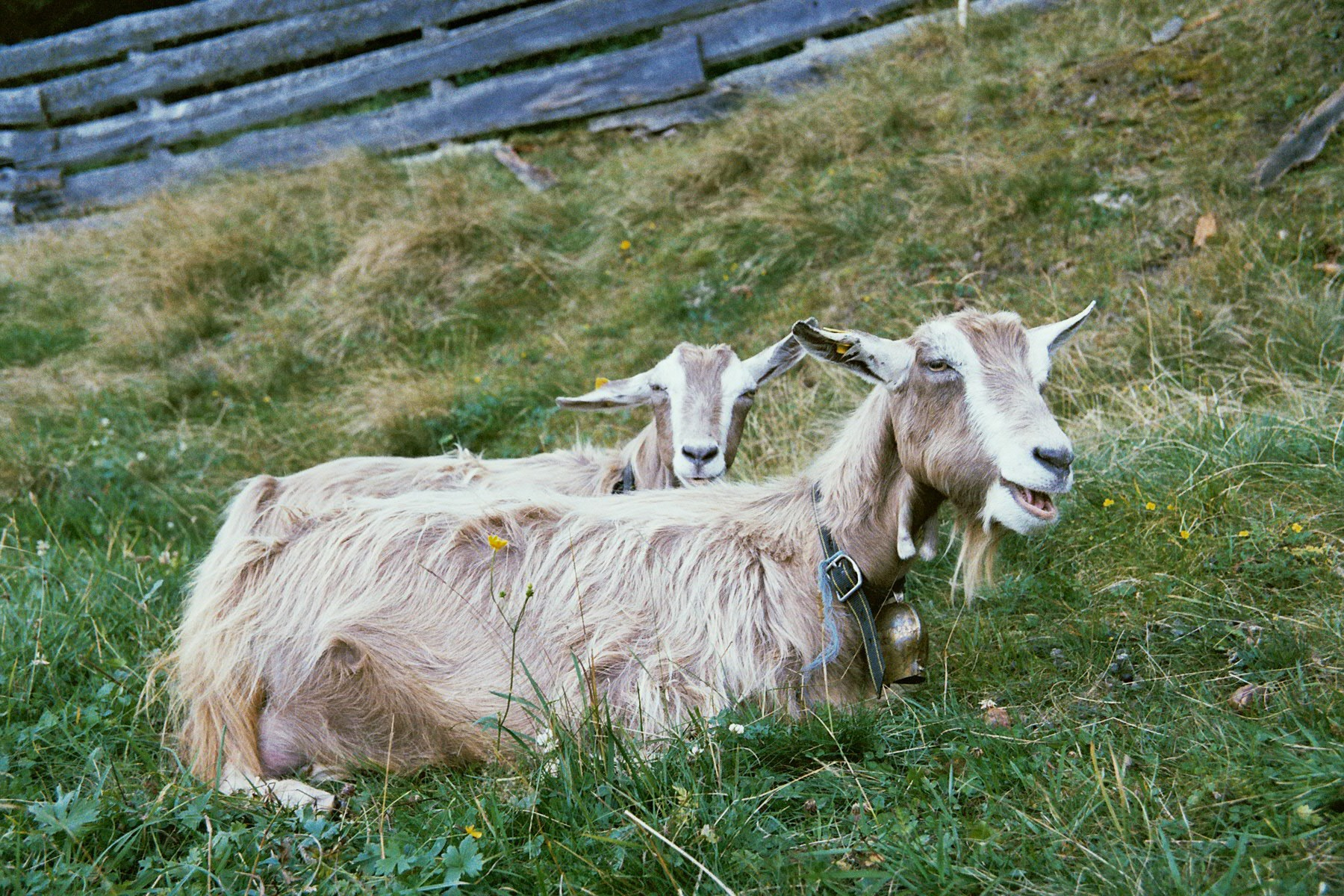
En phase de rumination.

La chèvre du Toggenbourg est avant tout une race laitière. Elle produit en moyenne 780 kg de lait sur une période de lactation de 270 jours avec un taux de matière grasse de 3,5 %. La production aux États-Unis, a été portée à 930 kg et le record est de 1 869 kg sur 309 jours
Elle est bien adaptée aux amplitudes de température que l'on trouve dans ses montagnes natales.

## Sources